# انفطار
انفطار، ۸۲ امین سورهٔ قرآن کریم است. این سوره مکی در جزء ۳۰ ام قرآن قرار دارد و پنجمین سوره از این جزء است و همانند دیگر سوره‌های جزء آخر قرآن مربوط به قیامت است.

 اشاره به نشانه‌های قیامت، یادآوری نعمت‌های خدا به انسان، اشاره به فرشتگان مأمور ثبت کردار انسان، سختی‌های روز قیامت و سرنوشت نیکوکاران و بدکاران در آخرت از مباحث این سوره است.

 برای تلاوت این سوره در نمازهای واجب و مستحب، فضیلت‌هایی وارده شده که بیانگر نیاز دائمی انسان به تذکّر و توجّه است تا از قیامت غفلت نکند و به دنیا دل نبندد.

## اسامی سوره و معانی آنها
- این سوره را اِنفطار نامیده‌اند؛ زیرا در اولین آیه آن، از انفطارِ آسمان، به معنای پاره‌شدن و ازهم گسستن آسمان به هنگام قیامت، سخن به میان آمده‌است و از این نظر با آیه ۱۸ سوره زمر «... السماء منفطر به…» قرابت دارد.
- نام دیگر این سوره «إنفَطَرَت» است.[۱] و قرطبی در تفسیر این آیه گفته‌است «اذا السماء انفطرت ایّ تَشَقَقَت بامرالله لنزول الملائکه کَقولَهُ: و یوم تَشَقَّقَ السماء بالغمام و نزّل الملائکه تنزیلا» یعنی: اذا السماء انفطرت یعنی آسمان به امر خداوند برای نزول ملائکه از هم گسیخته می‌شود همانند سخنش که می‌فرماید و زمانی که آسمان با ابرها گسسته گردد و ملائکه نازل شوند (سوره فرقان آیه ۲۵)[۲]

## تعداد آیات
این سوره در مکه بر محمد نازل شده و ۱۹ آیه دارد. سوره انفطار ۱۹ آیه، ۸۱ کلمه و ۳۳۳ حرف دارد. 
این سوره به لحاظ حجمی جزو سوره‌های مفصلات (دارای آیات کوتاه) است.

## ترتیب بر اساس نزول و ترتیب در فهرست
این سوره ۸۲مین سورهٔ نازل شده بر محمد و همچنین ۸۲مین سوره قرآن بر اساس فهرست است.

## اختلاف قرائت‌ها
- ابن حجر عسقلانی در کتاب فتح الباری بشرح صحیح البخاری در ذیل این قسمت از صحیح بخاری توضیح می‌دهد که ربیع در ﴿وَإِذَا الْبِحَارُ فُجِّرَتْ﴾(سورهٔ انفطار-آیهٔ ۳) لفظ «فجرت» را به تخفیف جیم (یعنی بدون تشدید "فُجِرَت") قرائت می‌کرده‌است.
- همچنین از سعید بن جبیر نقل شده‌است که آیه ﴿يَا أَيُّهَا الْإِنْسَانُ مَا غَرَّكَ بِرَبِّكَ الْكَرِيمِ﴾(سورهٔ انفطار-آیهٔ ۶) را به صورت «... ما اَغَرَّکَ بِربک الکریم» قرائت می‌کرد.[۴]
- همچنین بخاری در کتاب صحیح خود ذیل تفسیر سوره انفطار اشاره می‌کند که «اعمش و عاصم» در آیه ﴿الَّذِي خَلَقَكَ فَسَوَّاكَ فَعَدَلَكَ﴾(سورهٔ انفطار-آیهٔ ۷) فعل "فعدلک" را با تخفیف (یعنی "فَعَدَلَک") قرائت کردند حال آنکه اهل حجاز با تشدید (یعنی "فَعَدَّلَک") قرائت می‌کنند.[۵]

## فضیلت تلاوت این سوره
- محمد در باب سوره انفطار گفته‌است: کسی که سوره انفطار را قرائت کند خداوند به تعداد همه قبرها به او حسنه می‌دهد و ده برابر قطرات برف و باران که از آسمان فرود می‌آید به او حسنه داده می‌شود.[۶] او در جایی دیگر گفته است: هر کس خوش دارد که روز قیامت به من بنگرد چنان‌که با چشم سر می‌بیند سوره‌های «تکویر»، «انفطار» و «انشقاق» را قرائت نماید.[۷]
- جعفر صادق، پیشوای ششم شیعیان، گفته ‌است: هر کس که سوره انفطار را در نمازهای واجب یا مستحب خود قرائت نماید خداوند حاجت‌ها و خواسته‌هایش را روا می دارد و بین او و خداوند حجابی نخواهد بود و همواره خداوند با نظر عنایت به او می‌نگرد تا از حسابرسی مردم فارغ گردد.[۸]

## مضامین (تفسیر محتوا و معانی آیات)
- سوره انفطار احتمالاً از واپسین سوره‌های نازل شده در مکه است و از نظر مضمون با سوره‌هایی نظیر غاشیه، انشقاق، تکویر، زلزال، واقعه و حاقه اشتراک دارد و در میان این‌ها از نظر معنوی، لفظی و اسلوبی شباهت و پیوند بسیار زیادی با سوره قبل از خود یعنی تکویر دارد به گونه ای که آیات نخستین هر دو با «اذا» شروع می‌شود و قافیه ابتدایی آیات نخستین «ـَت» (مثل کُوّرَت، فُجِّرَت و…)می‌باشد.
- در آیات ابتدایی سوره، قرآن به علائم نابودی عالم و حوادث آینده در آستانه قیامت نظیر از هم گسیختن آسمان، واپاشیده و پراکنده شدن ستارگان و اجرام آسمانی و به هم پیوستن دریاها اشاره می‌کند.
- لفظ «انتثرت» که در آیه دوم برای ستارگان به کار رفته‌است از مادهٔ «انتثار» به معنی واپاشیدن و پراکنده شدن است.[۹] قرطبی و ابن کثیر در معنای انتثرت گفته‌اند: «ایّ تساقطت» یعنی سقوط می‌کنند.[۱۰]
- فعل «فجرت» که در آیه سوم برای دریاها به کار رفته‌است به دو معنا تفسیر شده‌است:

اول: به معنی به هم پیوستن دریاها؛ یعنی دریاها یگانه شده و خشکی‌های بین آن‌ها زیر آب خواهند رفت. برای مثال طبرسی این چنین تفسیری را از قتاده و جبایی نقل کرده‌است. و همچنین قرطبی نیز چنین نظری را ابراز کرده‌است.
در ترجمه‌های فارسی نیز این معمولاً این رویکرد برگزیده شده‌است؛ برای مثال:
مکارم شیرازی: و آن زمان که دریاها به هم پیوسته شود.

انصاریان: هنگامی که دریاها شکافته شوند[و به هم بپیوندند].

خرمشاهی: و چون دریاها به هم راه یابند.
.
دوم: به معنی سوزان و گداخته شدن دریاها و خشک شدن آن‌ها؛ کسانی که این رویکرد را برگزیده‌اند فی الواقع این آیه را معادل آیه ﴿وَإِذَا الْبِحَارُ فُجِّرَتْ﴾(سورهٔ انفطار-آیهٔ ۳)در سوره تکویر دانسته‌اند.
- بعد از این موارد قرآن انسان را مورد پرسش قرار می‌دهد که او را چه می‌شود که نسبت به پروردگارش که او را آفریده تکبر می‌ورزد. سپس قرآن اشاره می‌کند که دو فرشته موسوم به کرام الکاتبین بر اعمال انسان‌ها گواهند و اعمال او را ثبت و ضبط می‌کنند. سپس دربارهٔ روز جزا و داوری خداوند در آن زمان سخن گفته می‌شود.[۱۵]